# العلاقات الجورجية الكونغوية
العلاقات الكونغولية الجورجية هي العلاقات الثنائية التي تجمع بين جمهورية الكونغو وجورجيا.

## مقارنة بين البلدين
هذه مقارنة عامة ومرجعية للدولتين:
| وجه المقارنة                                              | [[تصنيف:صفحات تستخدم رمز علم غير موجود\|]] جمهورية الكونغو | جورجيا                          |
| --------------------------------------------------------- | ---------------------------------------------------------- | ------------------------------- |
| المساحة (كم2)                                             | 342.00 ألف                                                 | 69.70 ألف                       |
| عدد السكان (نسمة)                                         | 5.26 مليون                                                 | 3.72 مليون                      |
| الكثافة السكانية (ن./كم²)                                 | 15.38                                                      | 53.37                           |
| العاصمة                                                   | برازافيل                                                   | تبليسي، كوتايسي                 |
| اللغة الرسمية                                             | لغة فرنسية                                                 | اللغة الجورجية، اللغة الأبخازية |
| العملة                                                    | فرنك وسط أفريقي                                            | لاري جورجي                      |
| الناتج المحلي الإجمالي (بليون دولار)                      | 8.72 مليار                                                 | 15.16 مليار                     |
| الناتج المحلي الإجمالي (تعادل القوة الشرائية) بليون دولار | 29.48 مليار                                                | 35.68 مليار                     |
| الناتج المحلي الإجمالي الاسمي للفرد دولار أمريكي          | 1.85 ألف                                                   | 3.79 ألف                        |
| الناتج المحلي الإجمالي للفرد دولار أمريكي                 |                                                            |                                 |
| مؤشر التنمية البشرية                                      | 0.591                                                      | 0.754                           |
| رمز المكالمات الدولي                                      | +242                                                       | +995                            |
| رمز الإنترنت                                              | .cg                                                        | .ge، .გე ‏                       |
| المنطقة الزمنية                                           | ت ع م+01:00                                                | ت ع م+04:00                     |

## منظمات دولية مشتركة
يشترك البلدان في عضوية مجموعة من المنظمات الدولية، منها:
| علم المنظمة | اسم المنظمة                   | تاريخ انضمام جمهورية الكونغو | تاريخ انضمام جورجيا |
| ----------- | ----------------------------- | ---------------------------- | ------------------- |
|             | يونسكو                        | 24 أكتوبر 1960               | 7 أكتوبر 1992       |
|             | الفريق المعني برصد الأرض      | ?                            | ?                   |
|             | الأمم المتحدة                 | 20 سبتمبر 1960               | 31 يوليو 1992       |
|             | مؤسسة التمويل الدولية         | 1 أكتوبر 1980                | 29 يونيو 1995       |
|             | البنك الدولي للإنشاء والتعمير | 10 يوليو 1963                | 7 أغسطس 1992        |
|             | مؤسسة التنمية الدولية         | 8 نوفمبر 1963                | 31 أغسطس 1993       |
|             | منظمة التجارة العالمية        | ?                            | 14 يونيو 2000       |

## وصلات خارجية
- موقع وزارة الخارجية الجورجية